# Acraea pseudolycia
Acraea pseudolycia är en fjärilsart som beskrevs av Butler 1874. Acraea pseudolycia ingår i släktet Acraea och familjen praktfjärilar. Inga underarter finns listade i Catalogue of Life.